# 凯文·伯利森
凯文·伯利森（英語：Kevin Burleson，1979年4月9日—），美国NBA联盟前职业篮球运动员。
伯利森在明尼苏达大学校队打过大学篮球，并在德国篮球联赛中开始了他的职业生涯。2005-06年，他为NBA夏洛特山猫队效力。